# NGC 1735
NGC 1735 (другое обозначение — ESO 85-SC15) — рассеянное скопление в созвездии Золотой Рыбы, расположенное в Большом Магеллановом Облаке. Открыто Джоном Гершелем в 1834 году. Описание Дрейера: «довольно тусклый, довольно маленький объект круглой формы, рядом расположены две звезды». Возраст скопления составляет 32 миллиона лет.
Этот объект входит в число перечисленных в оригинальной редакции «Нового общего каталога».